# Louise Erdrich
Karen Louise Erdrich ( /ˈɜːrdrɪk/ ER -drik;  Little Falls, Minnesota; 7 de junio de 1954)  es una escritora estadounidense de origen nativo americano. Es autora de novelas, poesía y libros infantiles, con personajes y escenarios que tratan el tema nativo americano. Es miembro inscrito de la Turtle Mountain Band de indios chippewa de Dakota del Norte, una tribu del pueblo ojibwe reconocida a nivel federal.  
Ha sido ampliamente aclamada como una de los escritoras más importantes de la segunda ola del Native American Renaissance. Ha escrito 28 libros en total, incluidos ficción, no ficción, poesía y libros para niños. En 2009, su novela La plaga de las palomas fue finalista del Premio Pulitzer de Ficción y recibió el Premio del Libro Anisfield-Wolf.  En noviembre de 2012 recibió el Premio Nacional del Libro de Ficción por su novela La casa redonda.  Recibió los premios Alex en 2013 y el Premio de Ficción Estadounidense de la Biblioteca del Congreso en el Festival Nacional del Libro en septiembre de 2015.  En 2021 recibió el Premio Pulitzer de Ficción por su novela El vigilante nocturno. 
Estuvo casada con el autor Michael Dorris y los dos colaboraron en varias obras. La pareja se separó en 1995 y luego se divorció en 1996. Dorris se suicidó en 1997, ya que estaban bajo investigación las acusaciones de que abusó sexualmente de al menos tres de las hijas que crio con Erdrich.   
Erdrich es propietaria de Birchbark Books, una pequeña librería independiente en Minneapolis que se centra en la literatura nativa americana y la comunidad nativa de las Ciudades Gemelas. 

## Biografía
Erdrich nació el 7 de junio de 1954 en Little Falls, Minnesota. Era la mayor de siete hijos de Ralph Erdrich, un alemán-estadounidense, y Rita (de soltera Gourneau), una mujer chippewa (de sangre mitad ojibwe y mitad francesa).  Ambos padres enseñaron en un internado en Wahpeton, Dakota del Norte, creado por la Oficina de Asuntos Indígenas. El abuelo materno de Erdrich, Patrick Gourneau, se desempeñó como presidente tribal de la tribu reconocida a nivel federal de Turtle Mountain Band de indios chippewa durante muchos años.  Aunque no creció en una reserva, visitaba a menudo a familiares allí.  Fue criada "con todas las verdades aceptadas" del catolicismo. 
Cuando Erdrich era niña, su padre le pagaba cinco centavos por cada historia que escribía. Su hermana Heidi se convirtió en poeta y también vive en Minnesota; publica bajo el nombre de Heid E. Erdrich.  Otra hermana, Lise Erdrich, ha escrito libros para niños y colecciones de ficción y ensayos. 
Erdrich asistió al Dartmouth College de 1972 a 1976.  Formó parte de la primera promoción de mujeres admitidas en la universidad y obtuvo una licenciatura en inglés. Durante su primer año, Erdrich conoció a Michael Dorris, antropólogo, escritor y entonces director del nuevo programa de Estudios Nativos Americanos. Mientras asistía a la clase de Dorris, comenzó a investigar su propia ascendencia, lo que la inspiró a recurrir a ella para su obra literaria, como poemas, cuentos y novelas. Durante ese tiempo, trabajó como salvavidas, camarera, investigadora para películas  y como editora del periódico The Circle del Boston Indian Council. 
En 1978, Erdrich se matriculó en un programa de Maestría en Artes en la Universidad Johns Hopkins en Baltimore, Maryland. Obtuvo la Maestría en Artes en los Seminarios de Escritura en 1979.  Más tarde, Erdrich publicó algunos de los poemas e historias que escribió mientras estaba en el programa de maestría. Regresó a Dartmouth como escritora residente. 
Después de graduarse de Dartmouth, Erdrich permaneció en contacto con Michael Dorris. Asistió a una de sus lecturas de poesía, quedó impresionada con su trabajo y desarrolló interés en trabajar con él.  Aunque Erdrich y Dorris estaban en dos lados diferentes del mundo, Erdrich en Boston y Dorris en Nueva Zelanda para investigaciones de campo, los dos comenzaron a colaborar en cuentos.
La asociación literaria de la pareja los llevó a una relación romántica. Se casaron en 1981 y criaron a tres hijos que Dorris había adoptado como madre soltera (Reynold Abel, Madeline y Sava ) y tres hijos biológicos juntos (Persia, Pallas y Aza Marion ). Reynold Abel padecía síndrome de alcoholismo fetal y en 1991, a los 23 años, murió al ser atropellado por un coche.  En 1995, su hijo Sava acusó a Dorris de cometer abuso infantil.  En 1997, después de la muerte de Dorris, su hija adoptiva Madeline afirmó que Dorris había abusado sexualmente de ella y que Erdrich se había negado a detener el abuso. 
Dorris y Erdrich se separaron en 1995,  y se divorciaron en 1996.  Dorris, quien fue acusado de abusar sexualmente de dos de las hijas biológicas que tuvo con Erdrich, y se suicidó en 1997. En su testamento, omitió a Erdrich y sus hijas adoptivas Sava y Madeline; 
En 2001, a los 47 años, Erdrich dio a luz a una hija, Azure, engendrada con un nativo americano que Erdrich se niega a identificar públicamente.  Habla de su embarazo con Azure y del padre de Azure en su libro de no ficción de 2003, Books and Islands in Ojibwe Country.  Utiliza el nombre "Tobasonakwut" para referirse a él.   Se le describe como un curandero y maestro tradicional, dieciocho años mayor que Erdrich y un hombre casado.   En varias publicaciones, se hace referencia a Tobasonakwut Kinew, quien murió en 2012, como el socio de Erdrich y el padre de Azure. 
Cuando se le preguntó en una entrevista si escribir es una vida solitaria para ella, Erdrich respondió: "Curiosamente, creo que lo es. Estoy rodeada de una gran cantidad de familiares y amigos y, sin embargo, estoy sola escribiendo. Y eso es perfecto". Erdrich vive en Minneapolis. 

## Obra
En 1979, escribió "The World's Greatest Fisherman",  un cuento sobre June Kashpaw, una mujer ojibwe divorciada cuya muerte por hipotermia llevó a sus familiares a una reserva ficticia de Dakota del Norte para su funeral. Ella escribió esto mientras estaba "atrincherada en la cocina".  A instancias de su marido, lo presentó al concurso de ficción corta Nelson Algren en 1982, por el que ganó el premio de 5.000 dólares,  y finalmente se convirtió en el primer capítulo de su primera novela, Filtro de amor, publicada por Holt., Rinehart y Winston en 1984. 
"Cuando me enteré del premio, vivía en una granja en New Hampshire, cerca de la universidad a la que había asistido", dijo Erdrich a un entrevistador. "Estaba al borde de la quiebra y conducía un coche con neumáticos desgastados. Mi madre tejía mis suéteres y todo lo demás lo compraba en tiendas de segunda mano... El reconocimiento me deslumbró. Más tarde, me hice amiga de Studs Terkel y Kay Boyle, los jueces. hacia quien llevo una gratitud de por vida. Este premio marcó una inmensa diferencia en mi vida". 
Filtro de amor ganó el Premio del Círculo Nacional de Críticos de Libros de 1984.  Es la única novela debut que recibió ese honor.  Más tarde, Erdrich convirtió Filtro de amor en una tetralogía que incluye La reina de la remolacha (1986), Huellas (1988) Bingo Palace (1994). También ha aparecido en la Prueba Nacional de Colocación Avanzada de Literatura. 
En los primeros años de su matrimonio, Erdrich y Michael Dorris a menudo colaboraban en su trabajo, diciendo que trazaban los libros juntos, "hablaban de ellos antes de terminar de escribir y luego compartimos casi todos los días, lo que sea que hayamos escrito". " pero "la persona cuyo nombre está en los libros es la que ha escrito la mayor parte de los escritos principales  " Comenzaron con "cosas domésticas y románticas" publicadas bajo el seudónimo compartido de "Milou North" (Michael +). Louise + donde viven). 
Durante la publicación de Filtro de amor, Erdrich produjo su primera colección de poemas, Jacklight (1984), que destaca las luchas entre las culturas nativas y no nativas, además de celebrar la familia, los lazos de parentesco, las meditaciones autobiográficas, los monólogos y la poesía amorosa.. Incorpora elementos de mitos y leyendas ojibwe.  Erdrich continúa escribiendo poemas que se han incluido en sus colecciones.
Erdrich es más conocida como novelista y ha publicado una docena de novelas premiadas y superventas.  Siguió Filtro de amor con La reina de la remolacha (1986), que continuó su técnica de utilizar múltiples narradores  y amplió el universo ficticio de reservas de Filtro de amor para incluir la cercana ciudad de Argus, Dakota del Norte. La acción de la novela se desarrolla mayoritariamente antes de la Segunda Guerra Mundial. Leslie Marmon Silko acusó a La reina de la remolacha de Erdrich de estar más preocupada por la técnica posmoderna que por las luchas políticas de los pueblos nativos. 
Tracks (1988) se remonta a principios del siglo XX, cuando se formó la reserva. Introduce la figura embaucadora de Nanapush, que tiene una clara deuda con la figura ojibwe Nanabozho.  Hay muchos estudios sobre la figura del embaucador en las novelas de Erdrich. Las pistas muestran los primeros enfrentamientos entre las costumbres tradicionales y la Iglesia católica romana. The Bingo Palace (1994), ambientada en la década de 1980, describe los efectos de un casino y una fábrica en la comunidad de la reserva. Tales of Burning Love (1997) finaliza la historia de la hermana Leopolda, un personaje recurrente de todos los libros anteriores, e introduce un nuevo grupo de europeos-americanos en el universo de la reserva.
The Antelope Wife (1998), la primera novela de Erdrich después de su divorcio de Dorris, fue la primera de sus novelas que se desarrolló fuera de la continuidad de los libros anteriores.  Erdrich revisó en profundidad el libro en 2009 y publicó la revisión como The Antelope Woman en 2016. 
Posteriormente regresó a la reserva y a los pueblos cercanos. Ha publicado cinco novelas desde 1998 que tratan sobre acontecimientos en esa área ficticia. Entre ellos se encuentran The Last Report on the Miracles at Little No Horse  (2001) y The Master Butchers Singing Club (2003). Ambas novelas tienen conexiones geográficas y de personajes con La reina de la remolacha. En 2009, Erdrich fue finalista del Premio Pulitzer por La plaga de las palomas  y finalista del Premio Nacional del Libro por El último informe sobre los milagros de Little No Horse.  La plaga de las palomas se centra en el linchamiento histórico de cuatro nativos acusados injustamente de asesinar a una familia blanca y el efecto de esta injusticia en las generaciones siguientes. Su novela ganadora del premio Pulitzer The Night Watchman  (2020) trata de una campaña para derrotar el 'proyecto de ley de despido' (presentado por el senador Arthur Vivian Watkins ), y Erdrich reconoció que sus fuentes y su inspiración eran la vida de su abuelo materno.  Su novela más reciente, The Sentence, cuenta la historia ficticia de una aparición en la librería de Erdrich en Minneapolis, con el telón de fondo de la pandemia de COVID-19, el asesinato de George Floyd y las protestas resultantes. 
También escribe para un público más joven; tiene un libro infantil ilustrado Grandmother's Pigeon y su libro infantil The Birchbark House fue finalista del Premio Nacional del Libro.  Continuó la serie con El juego del silencio, ganadora del premio Scott O'Dell de ficción histórica,  El año del puercoespín, Chickadee y Makoons.

### No ficción y enseñanza
Además de ficción y poesía, Erdrich ha publicado no ficción. The Blue Jay's Dance (1995) trata sobre su embarazo y el nacimiento de su tercer hijo.  Books and Islands in Ojibwe Country (2003) narra sus viajes por el norte de Minnesota y los lagos de Ontario tras el nacimiento de su hija menor. 

### Influencia y estilo
La herencia de ambos padres es influyente en su vida y prominente en su trabajo.  Aunque muchas de las obras de Erdrich exploran su herencia nativa americana, su novela The Master Butchers Singing Club (2003) presentó el lado europeo, específicamente alemán, de su ascendencia. La novela incluye historias de un veterano del ejército alemán de la Primera Guerra Mundial y está ambientada en una pequeña ciudad de Dakota del Norte.  La novela fue finalista del Premio Nacional del Libro.
La serie de novelas entrelazadas de Erdrich ha generado comparaciones con las novelas Yoknapatawpha de William Faulkner. Al igual que las de Faulkner, las sucesivas novelas de Erdrich crearon múltiples narrativas en la misma área ficticia y combinaron el tapiz de la historia local con temas actuales y la conciencia moderna. 

## Birchbark Books
La librería de Erdrich alberga lecturas literarias y otros eventos. Sus nuevas obras se leen aquí y los eventos también celebran las obras y carreras de otros escritores, en particular los escritores nativos locales. Erdrich y su personal consideran que Birchbark Books es una "librería de enseñanza".  Además de libros, la tienda vende arte nativo, medicinas tradicionales y joyas de nativos americanos. Wiigwaas Press, una pequeña editorial sin fines de lucro fundada por Erdrich y su hermana, está afiliada a la tienda. 

## Premios
- 1975 American Academy of Poets Prize[59]
- 1980 MacDowell Fellowship[60]
- 1983 Pushcart Prize in Poetry[61]
- 1984 National Book Critics Circle Award for Fiction, for Filtro de amor[62]
- 1984 Sue Kaufman Prize for Best First Novel, por Filtro de amor[63]
- 1984 Virginia McCormick Scully Literary Award Archivado el 25 de febrero de 2021 en Wayback Machine. al mejor libro de 1984 sobre indios o chicanos[15]
- 1985 Los Angeles Times Book Prize[64]
- 1985 Guggenheim Fellowship in Creative Arts[65]
- 1987 O. Henry Award, por el cuento "Fleur" (publicado en Esquire, agosto 1986)[66]
- 1999 World Fantasy Award, por The Antelope Wife[67]
- 2000 Lifetime Achievement Award from the Native Writers' Circle of the Americas[68]
- 2005 Associate Poet Laureate of North Dakota[69]
- 2006 Scott O'Dell Award for Historical Fiction, por el cuento para niños "The Game of Silence"
- 2007 Honorary Doctorate from the University of North Dakota; rechazado por Erdrich dada su oposición a la mascota North Dakota Fighting Sioux[70]
- 2009 Doctorado honorario (en letras) del Dartmouth College[71][72]
- 2009 Kenyon Review Award for Literary Achievement[73]
- 2009 Anisfield-Wolf Book Award, por Plaga de palomas[74]
- 2012 National Book Award for Fiction por La casa redonda[75][76]
- 2013 Rough Rider Award[77]
- 2013 Scott O'Dell Award for Historical Fiction por Chickadee
- 2014 Dayton Literary Peace Prize, Richard C. Holbrooke Distinguished Achievement Award[78]
- 2014 PEN/Saul Bellow Award for Achievement in American Fiction[79]
- 2015 Library of Congress Prize for American Fiction[80]
- 2016 National Book Critics Circle Award for Fiction, por LaRose[81]
- 2021 Pulitzer Prize for Fiction, for The Night Watchman[82][83]
- 2022 Berresford Prize por contribuciones significativas al avance y cuidado de los artistas en la sociedad[84]
- 2023 Prix Femina étranger por The Sentence [85]

## Novelas
- Jacklight, NY: Holt, Rinehart, and Winston (1984)
- Filtro de Amor (Love Medicine), Holt (1984) (ganadora del National Book Critics Circle Award)
- La reina de la remolacha, Holt (1986)
- Huellas (Tracks: a novel), originalmente publicada por NY: Henry Holt (1988)
- Route Two, Lord John Press (1990)
- The Crown of Columbus (1991) (con su marido, Michael Dorris)
- Bingo Palace (The Bingo Palace), NY: HarperCollinsPublishers (1994)
- Tales of Burning Love (1996)
- The Blue Jay's Dance: A Birth Year, HarperCollins (1995)
- The Antelope Wife (1998) (ganadora del World Fantasy Award de 1999)
- The Birchbark House, NY: Hyperion Books for Children (1999)
- The Last Report on the Miracles at Little No Horse, NY: HarperCollins (2001)
- The Master Butchers Singing Club (2003)
- Four Souls (2004)
- El coro de los maestros carniceros (The Master Butcher's Singing Club: A Novel), NY: HarperCollins (2003)
- The Painted Drum (2005)
- Plaga de Palomas (The Plague of Doves) (2008)
- El juego de la Sombra (Shadow Tag) (2010)
- La casa redonda (2012)
- El hijo de todos (LaRose) (2016) (ganadora del National Book Critics Circle Award)
- Un futuro hogar para el dios viviente (2017)
- El vigilante nocturno (2020) (ganadora del Premio Pulitzer de Ficción)

## Ediciones en castellano
- Plaga de palomas (Novela, Ediciones Siruela, 2010)
- El juego de la sombra (Novela, Ediciones Siruela, 2010)
- El coro de los maestros carniceros (Novela, Ediciones Siruela, 2011)
- Filtro de amor (Novela, Ediciones Siruela, 2011)
- La reina de la remolacha (Novela, Ediciones Siruela, 2012)
- La casa redonda (Novela, Ediciones Siruela, 3.ª edición 2013)
- Bingo Palace (Novela, Ediciones Siruela, 2013)
- El descapotable rojo y otras historias (Cuentos, Ediciones Siruela, 2016)
- El hijo de todos (Novela, Ediciones Siruela, 2017)
- Un futuro hogar para el dios viviente (Novela, Ediciones Siruela, 2019)
- El vigilante nocturno (Novela, Ediciones Siruela, 2.ªedición 2021)
- El fantasma de las palabras (Novela, Ediciones Siruela, 2022)
- Huellas (Novela, Ediciones Siruela, 2024)

## Recopilatorios de cuentos cortos
- El descapotable rojo 1978-2008 (2009)

## Libros infantiles
- Grandmother's Pigeon (1996)
- The Birchbark House (1999)
- The Range Eternal (2002)
- The Game of Silence (2005)
- The Porcupine Year (2008)
- Chickadee (2012)

## Poesía
- Jacklight (1984)
- Baptism of Desire NY: Harper & Row (1989)